# Adobe Shockwave
Pour les articles homonymes, voir Shockwave.

Adobe Shockwave (anciennement Macromedia Shockwave) est un format de fichier informatique d'animations multimédia (image, son, 3D) destiné au web et créé à l'aide du logiciel Adobe Director, datant de l'époque des plugins r.i.a.
Son extension est *.dcr.
Adobe Shockwave était souvent confondu avec Adobe Flash, également développé par Adobe.
Désormais le plugin ne fonctionne plus sur la plupart des navigateurs.
Xtra est le nom donné au format des bibliothèques utilisées par la plateforme d'intégration Macromedia Director.